# Casa Fajol

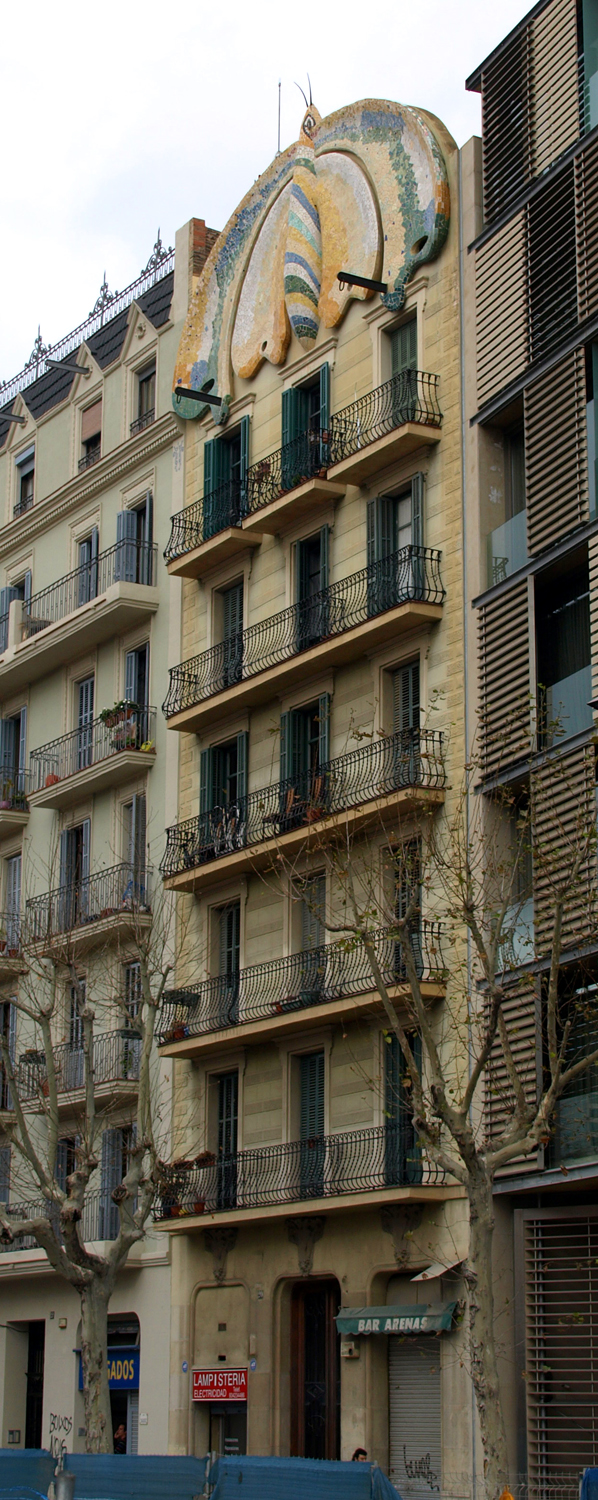
Casa Fajol (1911/12), Carrer de Llanca 20, Barcelona

Die Casa Fajol, im Volksmund auch Casa de la Papallona genannt, ist ein Gebäude des Modernisme im Stadtteil Eixample von Barcelona an der Carrer de Llança 20. Es wurde 1911/12 vom Architekten Josep Graner i Prat für Silvio Fajol i Trayter erbaut. Sie ist als Kulturgut von lokaler Bedeutung eingestuft.

## Beschreibung
Bei der Casa Fajol handelt es sich um ein Mietshaus mit einem Erdgeschoss und fünf Stockwerken in einem simplistischen Stil. Das Erdgeschoss besitzt einen zentralen Eingang flankiert von zwei Schaufenstern eines Ladengeschäfts. Diese sind mit Naturstein eingefasst, der mit dem Sockel aus dem gleichen Material und Profilbögen um die Öffnungen korrespondiert. Drei Konsolen mit Blumendekor über den Fenster- und Türöffnungen stützen den Balkon des ersten Obergeschosses. Im Gegensatz zu vielen anderen modernistischen Gebäuden zeigt dieses mit Ausnahme der Konsolen keine besonderen dekorativen Merkmale. Die drei Öffnungen des ersten bis vierten Obergeschosses gehen jeweils auf einen durchlaufenden Balkon hinaus und sind von Pilastern flankiert und einem klassizistisch anmutenden Gebälk bekrönt. Die Balkone setzen einen horizontalen Kontrast zur Vertikalen der Fassade. Im fünften Stockwerk besteht eine kleine Änderung in der Gestaltung, da hier jede Öffnung auf ihren kleinen Einzelnbalkon führt. Das Gebäude zeigt eine große kompositorische Ruhe, bis Josep Graner den Betrachter mit dem Gebäudeabschluss überrascht. 

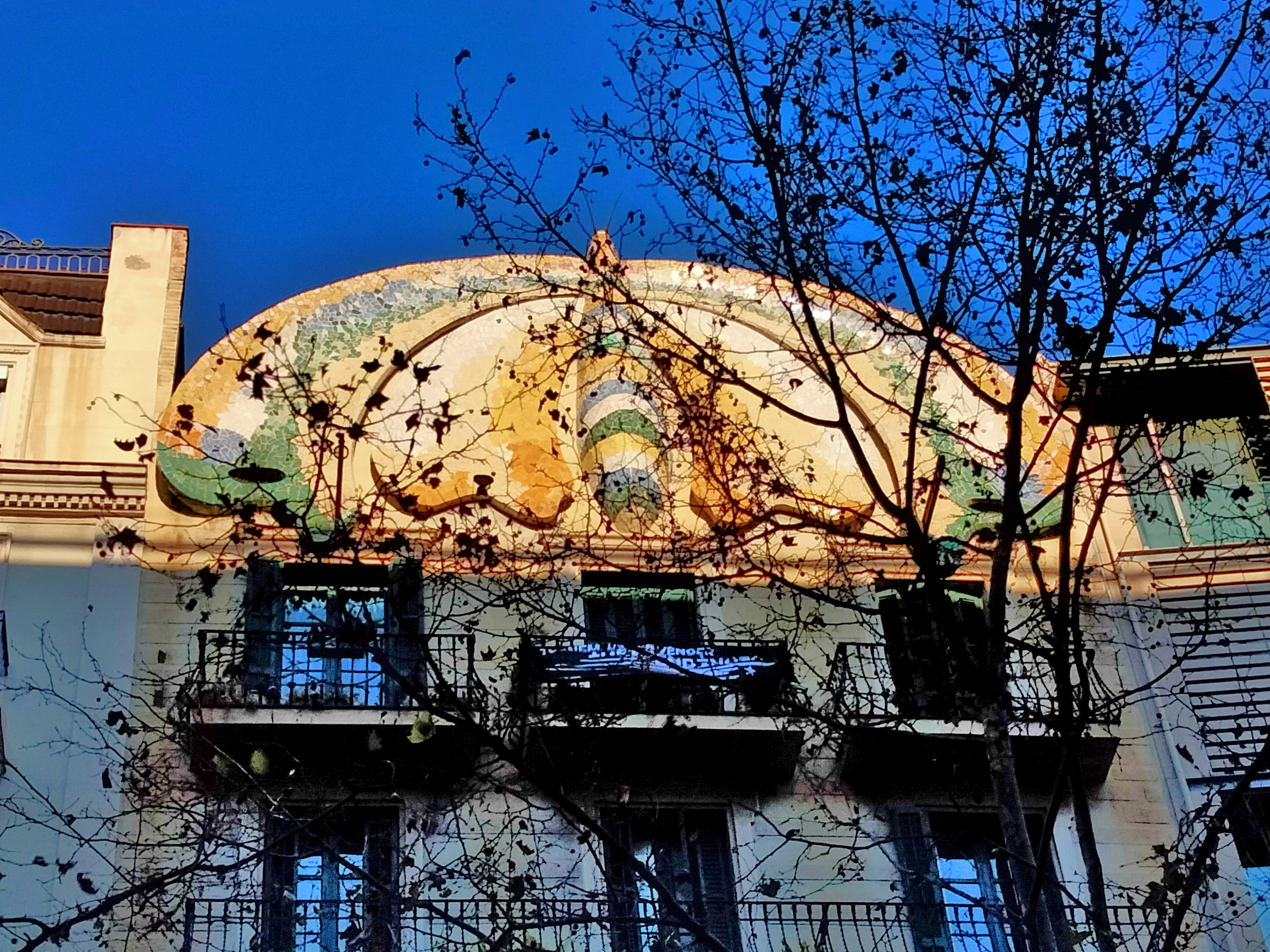
Fassadenbekrönung der Casa Fajol

Über dem fünften Obergeschoss thront das Charakterelement des Hauses, nämlich seine spektakuläre Bekrönung durch einen halbkreisförmigen Schmetterling mit nach unten gerichteten wellenförmigen Flügeln von großen Ausmaßen. Die Ausführung in glasierter Keramik in Trencadís-Technik erzeugt eine schillernde Polychromie, deren Töne in Streifen von Blau und Grün über Gelb und Orange bis zu Weiß reichen. Die Detailgenauigkeit des Insekts wird durch seine Fühler an der Spitze des Gebäudes vervollständigt, die aus Metall gefertigt sind.

## Umgebung
Bis 2009 war die Casa Fajol vom Park de l'Escorxador, der Plaça d'Espanya und einem Teil der Gran Via aus sichtbar. Mit der Umgestaltung der Stierkampfarena Las Arenas zu einem Einkaufszentrum wurde auf die Arena ein Anbau aufgesetzt, der die gesamte Arena bedeckt. Seither ist die Casa Fajol nur noch direkt von der Carrer de Llança aus sichtbar.